# スノードン山
スノードン山（Snowdon、ウェールズ語: Yr Wyddfa）は、ウェールズの最高峰、ブリテン諸島で4番目の高さの山である。グウィネズ州にあり、この山系を中心としてスノードニア国立公園となっている。ふもとのサンベリス（スランベリス）から山頂までスノードン登山鉄道が運行されている。観光客、登山客の多さから『イギリス一混雑する山』ともいわれている。イギリス有数の湿度が高い地域であり、年間降水量が4,500mmにも達する。
山体はオルドビス紀の海底火山噴火で積もった流紋岩質凝灰岩で出来ている。名前は古英語のsnow hillに由来する。

## 関連項目

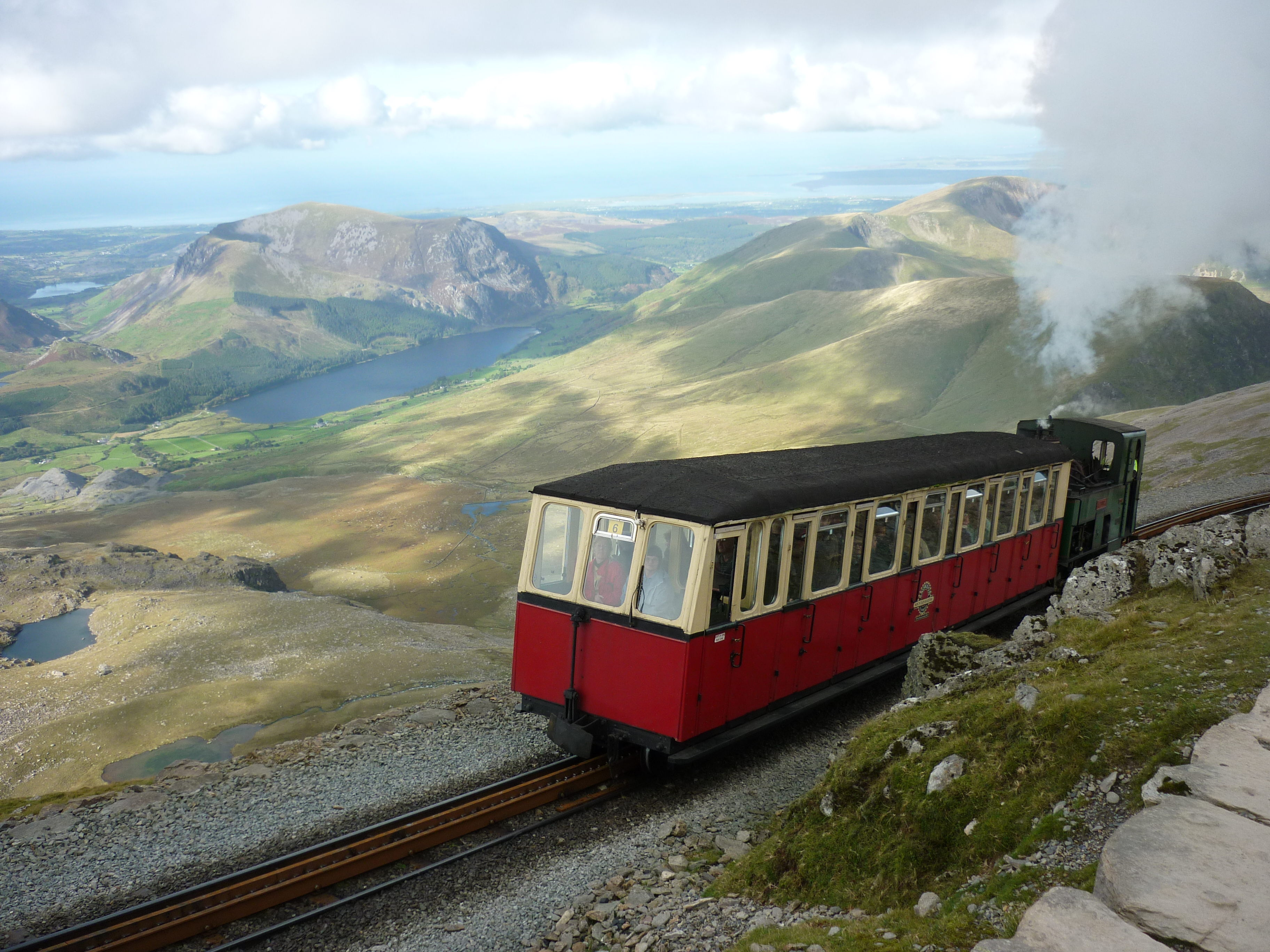
スノードン登山鉄道